# Nordstrom
Die Nordstrom, Inc. ist eine US-amerikanische Kaufhaus- und Versandhauskette. Der Stammsitz und zugleich wichtigste Flagship-Store befindet sich in Seattle im US-Bundesstaat Washington. Nordstrom operiert im oberen Preissegment mit Konkurrenten wie Bloomingdale’s, Neiman Marcus, Saks Fifth Avenue und Lord & Taylor.

## Geschichte
Nordstrom wurde im Jahre 1901 als ein einzelnes Schuhgeschäft von dem schwedischen Immigranten John W. Nordstrom (Johan Wilhelm Nordström) und Carl Wallin in Seattle gegründet. Es dauerte 22 Jahre, bis ein zweites Schuhgeschäft hinzukam. 1928 zog sich John W. Nordstrom aus dem Geschäft zurück und übertrug seine Anteile auf seine beiden Söhne. 1929 trat auch Wallin zurück und verkaufte den beiden Söhnen Nordstroms seine Anteile. Es dauerte weitere 31 Jahre, bis sich das Geschäft auf acht Filialen in zwei Bundesstaaten vergrößert hatte. 1963 begann das Unternehmen, neben Schuhen auch Bekleidung zu verkaufen.
Seit 1971 ist Nordstrom ein börsennotiertes Unternehmen. 1988 wurde eine Zusammenarbeit mit der französischen Modemarke Façonnable lanciert und deren Produkte für Damen und Herren in den Nordstrom-Geschäften verkauft. Nordstrom kaufte das Unternehmen Façonnable im Jahr 2000, stieß es 2007 wieder ab und führt die Marke nach wie vor im Sortiment. Ende 2016 gab es in den USA 123 Nordstrom-Filialen (2009: 112), in denen neben Bekleidung und Schuhen auch Kosmetik, Schmuck und Accessoires, wie z. B. Handtaschen verkauft werden, sowie 225 Outlet-Geschäfte unter dem Namen Nordstrom Rack (2009: 72). Das Warenangebot wird auch über das Internet vertrieben.